# Monacrosporium asthenopagum
Monacrosporium asthenopagum är en svampart som först beskrevs av Drechsler, och fick sitt nu gällande namn av A. Rubner 1996. Monacrosporium asthenopagum ingår i släktet Monacrosporium och familjen vaxskålar.   Inga underarter finns listade i Catalogue of Life.